# Per Zacharias Ahlman
Per Zacharias Ahlman, född 6 september 1734, död 23 mars 1802, var en svensk ämbetsman.

## Biografi
Ahlman föddes i Okome socken i Halland, som son till kyrkoherden i socknen Lars Ahlman och hans hustru Margareta Brinck. Efter avslutade studier ingick han som auskultant i Svea hovrätt. Han blev därefter sekreterare i järnkontoret 1763, advokatfiskal i kommerskollegium 1770 och lagman 1782. Han utnämndes till bondeståndets sekreterare vid riksdagarna 1789 och 1792. Ahlman var Gustav III:s lojala redskap i att dirigera efter kungens önskemål. Han fick snabbt rykte om sig som en särskilt hänsynslös intrigör och som ofta hotade bönderna med arrestering om de inte följde kungens önskemål i politiskt hänseende. År 1790 utnämndes han till underståthållare. Efter kungens död avlägsnades han från politiken, och utsågs i stället till vice president i Vasa hovrätt.